# Xanthia griseosignata
Xanthia griseosignata är en fjärilsart som beskrevs av Arnold Spuler 1907. Xanthia griseosignata ingår i släktet Xanthia och familjen nattflyn. Inga underarter finns listade i Catalogue of Life.